# Playa de los Locos
La playa de los Locos está situada en el municipio de Suances, en la comunidad autónoma de Cantabria, España.